# آلپرن دویماز
آلپرن دویماز (ترکی استانبولی: Alperen Duymaz؛ زادهٔ ۳ نوامبر ۱۹۹۲) بازیگر و مدل اهل ترکیه است.

## زندگی و شغل
دویماز در سال‌های دبیرستان به موسیقی و الگوسازی علاقه داشت. وی بعداً از دانشکده عالی تئاتر هنرستان دولتی دانشگاه حاجت‌تپه در آنکارا فارغ‌التحصیل شد. دویماز اولین بازی تلویزیونی خود را با ایفای نقش در دروغگوهای خیلی کوچک آغاز کرد. او کار خود را با ایفای نقش‌های بعدی در عشق تلخ و داستان بدروم ادامه داد. در سال ۲۰۱۸، او اولین فیلمبرداری خود را آغاز کرد و شخصیت کوتای را در فیلم مقاومت کاراتای به تصویر کشید. در همان سال، او در سریال گودال به عنوان امراه، نقشی مکمل داشت. اواخر سال ۲۰۱۸ و بعد از آن در سال ۲۰۱۹، او در میان بازیگران تصادف بود و کرم کورکماز را به تصویر کشید. از اوایل سال ۲۰۲۰، وی با بازی در سریال تلویزیونی زمهری در نقش ایاز به ایفای نقش پرداخت. و در اول ژانویه سال ۲۰۲۲ نقش آکگون گوکالپ تاشکین در سریال آخرین تابستان ایفا می‌کند که در شبکه Fox به نمایش گذاشته می‌شود.

## فیلم‌شناسی
| تلویزیون              | تلویزیون                     | تلویزیون            | تلویزیون        | تلویزیون     |
| سال                   | عنوان                        | نقش                 | یادداشت         | کانال        |
| --------------------- | ---------------------------- | ------------------- | --------------- | ------------ |
| ۲۰۱۵                  | دروغگوهای کوچک شیرین         | جسور                | Yardımcı oyuncu | Star TV      |
| ۲۰۱۵–۲۰۱۶             | Acı Aşk                      | Ali Köklükaya       | Başrol oyuncusu | Show TV      |
| ۲۰۱۶–۲۰۱۷             | داستان بدروم                 | آتش                 | Başrol oyuncusu | Kanal D      |
| ۲۰۱۸                  | گودال                        | امره آلپ کنت        | Yardımcı oyuncu | Show TV      |
| ۲۰۱۸–۲۰۱۹             | تصادف                        | کرم کورکماز         | Başrol oyuncusu | Show TV      |
| ۲۰۲۰                  | زمستان سخت                   | ایاز کورکماز        | Başrol oyuncusu | Show TV      |
| ۲۰۲۱                  | Son Yaz                      | Akgün Gökalp Taşkın | Başrol oyuncusu | FOX          |
| ۲۰۲۳                  | EGO                          | Erhan Yıldırım      | Başrol oyuncusu | FOX          |
| 2024-günümüz          | Leyla: Hayat… Aşk… Adalet... | Civan               | Başrol oyuncusu | NOW          |
| فیلم و سریال اینترنتی |                              |                     | Başrol oyuncusu |              |
| سال                   | عنوان                        | نقش                 | یادداشت         | پلتفرم       |
| ۲۰۲۲                  | Erkek Severse                | Kenan Acarsoy       | Başrol oyuncusu | beIN CONNECT |
| ۲۰۲۴                  | Kül                          | Metin Ali           | Başrol oyuncusu | Netflix      |
| سینما                 |                              |                     | Başrol oyuncusu |              |
| سال                   | عنوان                        | نقش                 | یادداشت         | کارگردان     |
| ۲۰۱۸                  | Direniş Karatay              | Kutay               | Başrol oyuncusu |              |